# Чонджуская деревня ханоков
Чонджуская деревня ханоков (кор. 전주 한옥 마을 Чонджу-ханок-маыль) — населённый пункт и туристическая достопримечательность в городе Чонджу провинции Чолла-Пукто, Республика Корея, и перекрывается с кварталами Пхуннамдон и Кёдон. Деревня содержит более 800 традиционных корейских домов-ханок. Деревня известна среди корейцев и туристов из-за её традиционных зданий, которые отличаются от современного города вокруг него. В 2010 году деревня стала одним из Медленных городов. Число посетителей в Чонджуской деревне ханоков резко возросло с 2000-х годов. Численность посетителей более чем удвоилась с 2007 по 2014 год с 3,17 млн до 7,89 млн человек. Чонджу занимает третье место среди крупных нестоличных туристических городов по всей Корее, после Чеджу и Пусаном.